# الدوري الهولندي الممتاز 1920–21
الدوري الهولندي الممتاز 1920–21 (بالهولندية: Nederlands landskampioenschap voetbal 1920/21)‏ هو الموسم 33 من الدوري الهولندي الممتاز. أشرف على تنظيمه الاتحاد الملكي الهولندي لكرة القدم، وكان عدد الأندية المشاركة فيه 43، وفاز فيه ناك بريدا.